# Zahid Khan
Zahid Khan (ur. 1 lipca 1969) – pakistański zapaśnik walczący w stylu wolnym. Siódmy na igrzyskach azjatyckich w 1998. Ósmy w mistrzostwach Azji w 1999. Wicemistrz Igrzysk Azji Południowej w 1999 i 2004; trzeci w 1995 roku.